# Bonk's Adventure
Bonk's Adventure, conegut en Japó com PC Kid, és un videojoc de plataformes 2D desenvolupat per Red Company i Atlus i publicat per Hudson Soft en 1989 para la TurboGrafx-16. El joc fou convertit més tard a la NES, Game Boy, Amiga, sistemes arcade sota distints títols (FC Kid, GB Kid i BC Kid) i està disponible a través del servei de la Consola Virtual de Nintendo.

## Història
El protagonista del joc és Bonk, un fort cavernícola que lluita contra dinosaures antropomòrfics i altres enemics prehistòrics. La missió de Bonk és rescatar a la princesa Za (un menut rèptil rosa del tipus dels plesiosauris) que ha estat segrestada pel malvat rei Bava (un gran tiranosauri verd). En la versió arcade, també és ajudat per una versió femenina de si mateix.

## Jugabilitat
Bonk ataca als enemics copejant-los amb el seu gran cap. Bonk comença el joc amb tres cors de salut, que es tornen blaves quan danyen a Bonk, i tres vides extra. La salut de Bonk pugues ser restaurada arreplegant fruites i verdures.